# لوسي هونيغ
لوسي هونيغ (بالإنجليزية: Lucy Honig)‏ هي أستاذة جامعية أمريكية، ولدت في 7 مايو 1948، وتوفيت في 18 سبتمبر 2017.